# Xu Haifeng
Xu Haifeng (chiń. upr. 许海峰; chiń. trad. 許海峰; pinyin Xǔ Hǎifēng, ur. 10 sierpnia 1957 w Zhangzhou) – chiński strzelec sportowy. Dwukrotny medalista olimpijski.
Specjalizował się w strzelaniu pistoletowym. W 1984 roku zwyciężył w pistolecie dowolnym i tym samym stał się pierwszym Chińczykiem z tytułem mistrza olimpijskiego. Cztery lata później zajął trzecie miejsce w strzelaniu z pistoletu pneumatycznego (10 m). Brał również udział w IO 92. Był medalistą mistrzostw Azji i igrzysk azjatyckich. Sportową karierę zakończył w 1995 i został trenerem kadry narodowej.